# 楽浪張氏
楽浪張氏（らくろうちょうし、ナンナンジャンし、朝鮮語: 낙랑장씨）は、前漢の武帝が紀元前108年に朝鮮半島に設置した植民地である漢四郡で勢力を張った漢人豪族。

## 概要
三上次男は、楽浪郡・帯方郡の古墳から出土する印章、漆器、塼、封泥などの銘文に記された姓をもとに、楽浪郡・帯方郡における漢人豪族の状況・変化を考察している。
1. 楽浪王氏と楽浪韓氏は、楽浪郡存立時期および楽浪郡滅亡後も続いた豪族であり、楽浪郡滅亡後も楽浪郡・帯方郡の故地に住み続け、その勢力は続いている。
2. 楽浪王氏と楽浪韓氏以外の漢人豪族は、楽浪郡前期から帯方郡分置までの時期の銘文にみられる楽浪程氏・楽浪張氏・楽浪田氏・楽浪高氏、楽浪郡後期・帯方郡分置から楽浪郡・帯方郡滅亡までの時期の銘文にみられる楽浪呉氏・楽浪貫氏・楽浪杜氏、楽浪郡滅亡後の後楽浪期・帯方郡滅亡以後の銘文にみられる楽浪孫氏・楽浪佟氏があるが、楽浪王氏・楽浪韓氏に比べると銘文の出現頻度が低い。
3. 楽浪郡前期の銘文にみられる楽浪王氏・楽浪韓氏・楽浪程氏・楽浪張氏・楽浪田氏・楽浪高氏の銘文資料はいずれも大同江南側地域の木槨墓から出土しており、楽浪郡朝鮮県、あるいはそれに近い県を本貫にしている。

## 考証
楽浪郡における塼室墓の出現については、公孫氏との関係で解釈される場合が多い。公孫度が遼東を支配下に置くと、中国本土から難を逃れるため、多くの一般民衆や人士が山東半島から海路で遼東に流入したとされ、その一部が公孫氏支配下の楽浪郡・帯方郡に流入したとみられており、新墓制の採用の契機となった可能性がある。
公孫度は中平六年（189年）に遼東太守になると、初平元年（190年）に遼東侯・平州牧を自称し、遼東を支配下に置き、建安九年（204年）に公孫康は楽浪郡の屯有県以南の地域を分けて帯方郡を設置しており、2世紀後葉に楽浪郡は公孫氏の支配下に入ったとみられ、景初二年（238年）に明帝が公孫淵を滅ぼすまでの間、楽浪郡・帯方郡は公孫氏が統治した。胴張の墓室に穹窿式塼天井をもつ楽浪郡の典型的な塼室墓の出現は2世紀後葉であり、胴張の墓室に穹窿式塼天井をもつ楽浪郡の典型的な塼室墓は遼東に系譜があるため、公孫氏の勢力範囲と重なる。胴張の墓室に穹窿式塼天井をもつ楽浪郡の典型的な塼室墓の遼東での成立を契機として、楽浪郡では塼室墓が急増しており、楽浪郡における塼室墓の普及と公孫氏との間には密接な関係がある。
石材天井塼室墓は楽浪郡の在地墓制に系譜を引くものではなく、外来的墓制であるため、遼東などから楽浪郡へ新移住した新興豪族の墓制である可能性が高い。中国前漢代の中原で出現し、その後、中国全域に普及した塼室墓である石材天井塼室墓の平壌駅前永和九年塼出土古墳から「永和九年三月十日遼東韓玄菟太守領佟利造」という新興姓である楽浪佟氏である佟利の銘塼が出土しており、被葬者は楽浪郡末期から楽浪郡滅亡後に新出現した新興豪族と推定される。「遼東韓玄菟太守」という称号は永和九年（353年）という楽浪郡滅亡後であり、また「韓太守」という実際は存在しない称号を使用しているため、虚号とみられる。同じく石材天井塼室墓の黄海南道安岳郡路岩里古墳から「建武八年西邑太守」「西邑太守張君塼」銘塼が出土した。被葬者は「西邑太守」の張氏であることが判明したが、官職の「西邑太守」について考察する銘文資料はないが、建武八年（342年）という楽浪郡・帯方郡滅亡後の年号であるため、「遼東韓玄菟太守領佟利」の佟利の称号と同じく虚号の可能性があり、佟利のような新興豪族に与えられた称号とみられる。以上の銘文塼の検討から、石材天井塼室墓の被葬者（佟利、「西邑太守」の張氏）には、公孫氏政権時期から楽浪郡・帯方郡滅亡後に新出現した新興豪族が含まれているとみられる。